# Barallobre (Fene)
Barallobre(llamada oficialmente Santiago de Barallobre) es una parroquia española del municipio de Fene, en la provincia de La Coruña, Galicia.

## Localización
Se encuentra en el noroeste de Ferrol, en el margen sur de la Ría de Ferrol. 

## Entidades de población
Entidades de población que forman parte de la parroquia:
- A Pomba
- As Chousas
- Bon Xesús
- Bouza da Pena
- Carballás
- Cocallo
- Currás
- Loira-O Castro
- Loureiros
- Nogueirido
- O Carril
- O Pazo
- O Ramo
- Penedo de Abaixo
- Penedo de Arriba
- Piqueiro
- Rego da Moa
- Revolto
- Riveiroa
- Romariz
- Santiago
- Souto Grande
- Tras do Río
- Vrea de Barallobre
- Xurreira

## Demografía
| Gráfica de evolución demográfica de Barallobre entre 2000 y 2022 |
|                                                                  |
| Datos según el nomenclátor publicado por el INE.                 |

## Patrimonio Artístico
- Monumento al Caminante Desconocido,[4] dedicado a ilustres personajes de la cultura gallega.
- La casa de la maleta, edificio de arquitectura indiana de 1921.
- Monumento a Andrés de Barallobre, caballero medieval del siglo XII.[5]